# Juan Antonio Álvarez de Arenales
Juan Antonio Álvarez de Arenales (Santoña, 1770 – Maveya, 1831) è stato un militare argentino.
Dopo aver partecipato alla rivoluzione di Chuquisaca nel 1809, fu inviato (1825) a liberare l'Alto Perù. Fu grande oppositore di Antonio José de Sucre.